# Ateuchus breve
Ateuchus breve är en skalbaggsart som beskrevs av Edgar von Harold 1868. Ateuchus breve ingår i släktet Ateuchus och familjen bladhorningar. Inga underarter finns listade.